# Pascual Madoz

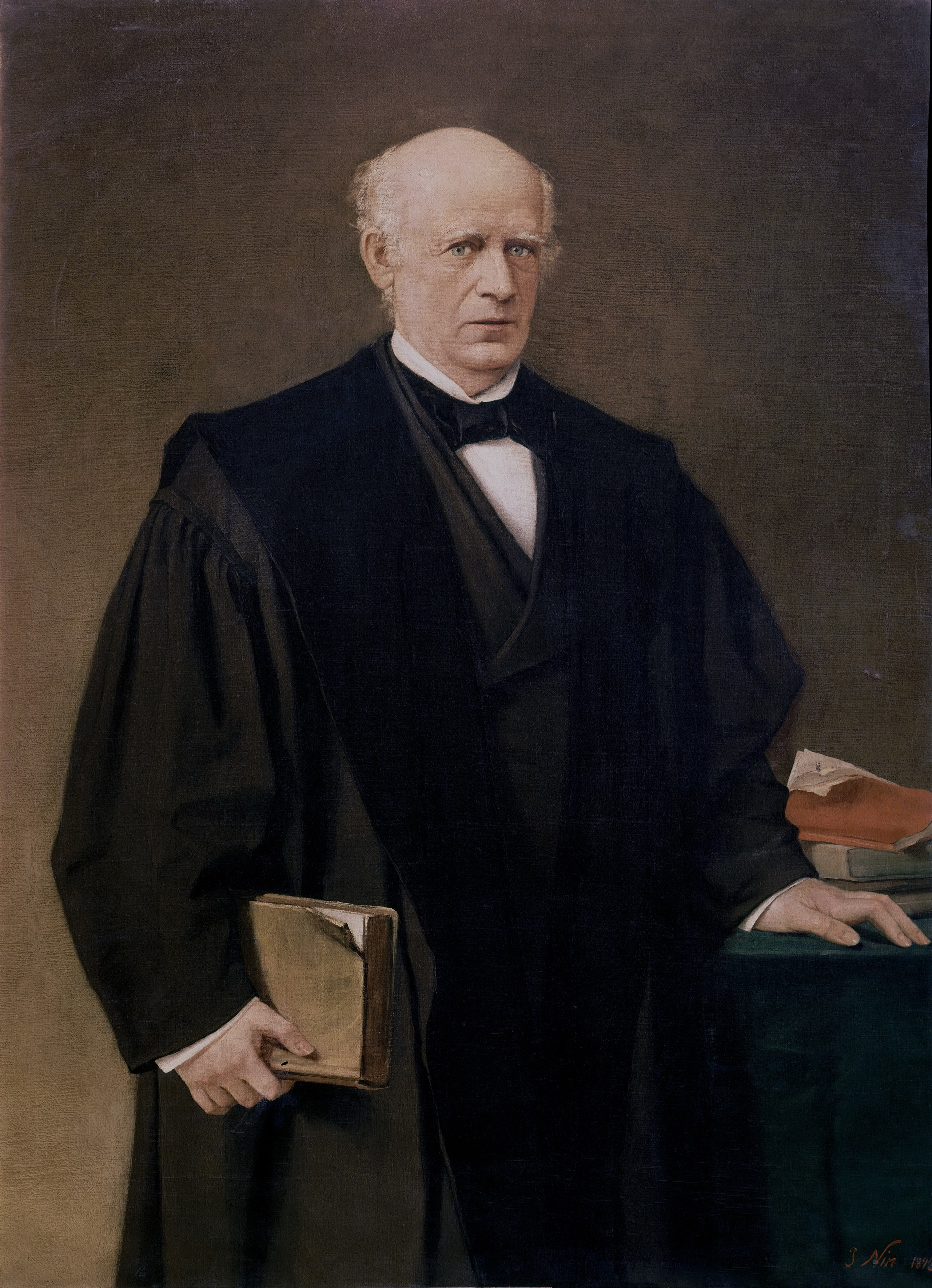
Pascual Madoz.

Pascual Madoz Ibáñez (Pamplona, 17 mei 1806 - Genua, 13 december 1870) was een Spaans politicus en schrijver.

## Levensloop

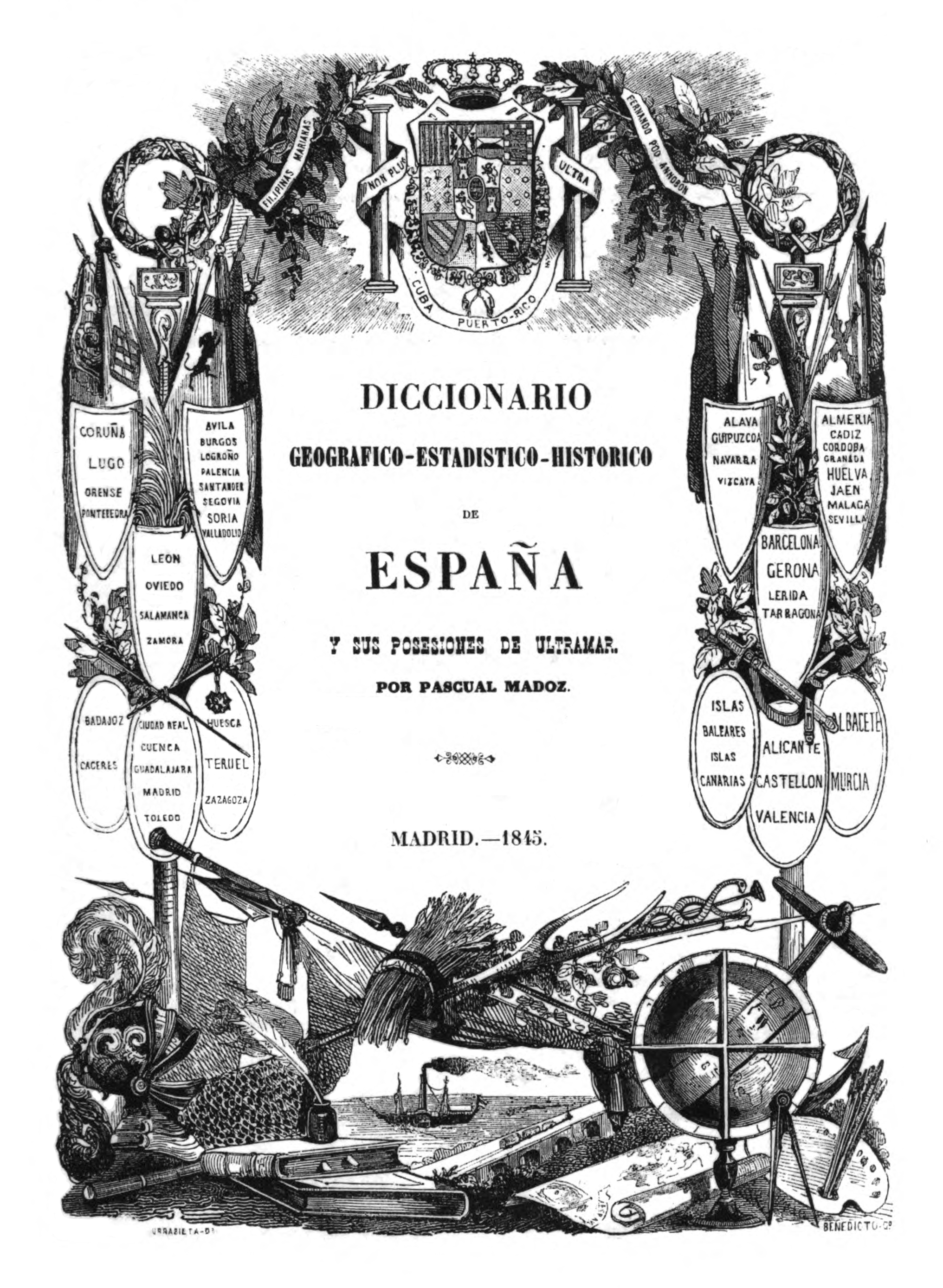
Diccionario geográfico-estadístico-histórico de España y sus posesiones de Ultramar (Madrid, 1845).

Geboren in een arme familie, ondernam Madoz studies rechten aan de Universiteit van Zaragoza en nam in zijn studententijd deel aan gewelddadige rellen waardoor hij in de gevangenis werd gezet en later naar Frankrijk vluchtte. Tussen 1830 en 1832 studeerde hij in Tours en Parijs geografie en statistiek die later zijn intellectuele activiteiten zouden beïnvloeden.
Na een algemene amnestie keerde hij terug naar Spanje en vestigde zich vervolgens als journalist in Barcelona. Tussen 1845 en 1850 werkte hij aan zijn geografisch oeuvre "le Diccionario Geográfico Estadístico-Histórico de España y las Posesiones de Ultramar".
Als monarchistische progressist werd hij verkozen in de Cortes Generales, waar hij later de voorzitter van werd. In 1855 was hij eveneens voor korte tijd Spaans minister van Financiën. Hij was vanaf 1854 ook gouverneur van Barcelona en was in deze functie betrokken bij inbeslagname van kerkelijke goederen van de provincie.
Later werd hij een van de grote figuren van de oppositie en na de revolutie die in 1868 koningin Isabella II werd hij gouverneur van Madrid en hierdoor ook ad interim eerste minister. In december 1870 behoorde hij tot de delegatie die de Spaanse kroon aan de Italiaanse prins Amadeus moest aanbieden, maar overleed tijdens deze missie plotseling.
- Biblioteca Nacional de España: XX995044
- Bibliothèque nationale de France: cb12027292k (data)
- Catàleg d'autoritats de noms i títols de Catalunya: 981058513009506706
- CiNii: DA04373906
- Gemeinsame Normdatei: 119040786
- International Standard Name Identifier: 0000 0000 8077 3492
- Library of Congress Control Number: n50037460
- Nationale bibliotheek van Australië: 35090389
- Nationale Bibliotheek van Israël: 987007272814605171
- Nederlandse Thesaurus van Auteursnamen: 075284677
- Réseau des bibliothèques de Suisse occidentale: 02-A003548614
- Istituto Centrale per il Catalogo Unico: TO0V028807
- SNAC: w6w396j0
- Système universitaire de documentation: 028437586
- Trove: 823740
- Virtual International Authority File: 54161967
- WorldCat: E39PBJp9wqP7tj9T947r7PxJjC